# پلی‌استیشن موو
پلی‌استیشن موو (به انگلیسی: PlayStation Move) یک کنترل‌کننده بازی دارای حسگر حرکتی که توسط بخش سونی اینتراکتیو انترتینمنت برای کنسول پلی‌استیشن ۳و افزونه پلی استیشن آی منتشر گردید. پلی‌استیشن موو برای اولین بار در ۲ ژوئن ۲۰۰۹ رونمایی شد و در ۱۵ سپتامبر ۲۰۱۰ در اروپا و بیشتر بازارهای آسیا، ۱۶ سپتامبر ۲۰۱۰ در استرالیا و ۱۷ سپتامبر ۲۰۱۰ در آمریکا و انگلستان منتشر شده است. سازگاری این محصول بعدها برای جانشین کنسول پلی‌استیشن ۳، یعنی پلی‌استیشن ۴ در سال ۲۰۱۳، و هدست واقعیت مجازی پلی‌استیشن وی‌آر در سال ۲۰۱۶ گسترش یافت. پلی‌استیشن موو با کنترل وی ریموت و کینکت که به ترتیب برای کنسول‌های وی و ایکس‌باکس ۳۶۰ هستند، به رقابت می‌پردازد.